# Distretto di Tuobo
Il distretto di Tuobo è un distretto della Liberia facente parte della contea di River Gee.